# 293366 Roux
293366 Roux este o planetă minoră (asteroid) din centura de asteroizi. A fost descoperită pe 9 martie 2007 la Saint-Sulpice de Bernard Christophe⁠(d). 
Obiectul prezintă o orbită caracterizată de o semiaxă mare de 2,8389036430813 UAi, o excentricitate de 0,01, o înclinație de 6,8 ° în raport cu ecliptica.